# 290 Бруна
290 Бруна (290 Bruna) — астероїд головного поясу, відкритий 20 березня 1890 року Йоганном Палізою у Відні.